# 人民阵线 (英国)
人民阵线（英語：Popular Front）是英国历史上的一个政治联盟。该联盟出现于1936年12月，由自由党的理查德·阿克兰、大不列颠共产党的约翰·斯特雷奇、工党的经济学家G·D·H·柯尔和保守党的罗伯特·布斯比共同发起，当时阿克兰和布斯比都是英国下议院议员。它在1930年代末期尝试推动英国左翼和中左翼的政党和个人结盟，以共同挑战内维尔·张伯伦领导的国民政府的绥靖政策。大不列颠共产党对人民阵线表示支持，独立工党、工党和自由党表示反对，合作党先是支持而后又表示反对。尽管该联盟没有得到工党和自由党的正式支持，但它提名的候选人在1938年英国下议院布里奇沃特选区补选中胜出。1939年9月3日英國對納粹德國宣戰后，建立人民阵线的呼声就停止了。1940年5月，该联盟解散。